# 비즈 미디어
비즈 미디어(Viz Media LLC)는 미국 샌프란시스코에 있는 일본 대중 문화와 관련된 아니메, 망가 출판 회사이다. 1986년에 Viz LLC라는 이름으로 창립하였다. 2005년에 Viz LLC와 ShoPro Entertainment사와 합병하여 현재 비즈 미디어가 되었다.